# Acmaeodera stictipennis
Acmaeodera stictipennis  (лат.) — вид жуков-златок из подсемейства Polycestinae. Распространён в Индии и Бенгалии. Кормовым растением личинок является сал.